# Karl Lindahl

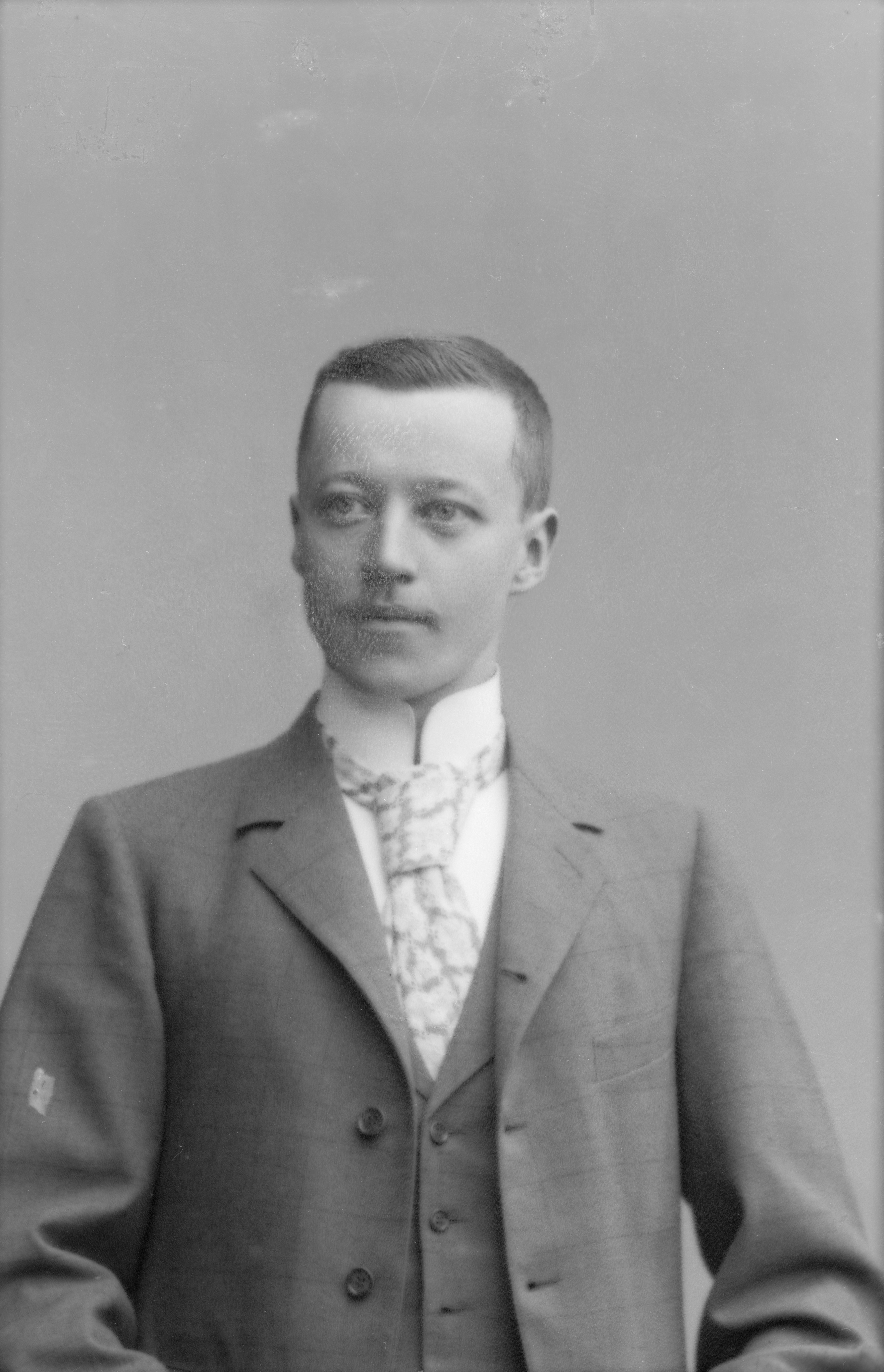
Karl Lindahl år 1899.

Karl Håkan Einar Lindahl, född 10 mars 1874 i Jönköping, död 12 april 1930 i Helsingfors, var en finländsk arkitekt.
Karl Lindahl utexaminerades som arkitekt från Polytekniska institutet i Helsingfors 1898. Han gjorde flera studieresor och anlitades i många kommunala uppdrag samt var sedan 1900 praktiserande arkitekt i Helsingfors. Han uppförde bland annat Polyteknikernas föreningshus (1903), Förlags AB Otavas hus (1905), bägge tillsammans med Valter Thomé, Folkets hus (1908 och 1924), Suomis affärspalats på Södra Esplanadgatan 2 (1912) och ett flertal bostadshus i Helsingfors, Finska andelsaffärscentralens hus i Viborg (1911), karaktärsbyggnader på Kroksnäs vid Borgå (1915), Hahkiala fideikommiss vid Hauho (1916) och Lindö vid Ekenäs (1923) egendomar samt fabriksanläggningar, såsom Salo råsockerfabrik (1919), fabriks- och bostadsbyggnader i Varkaus, Forssa och Karhula (1924).

## Bilder

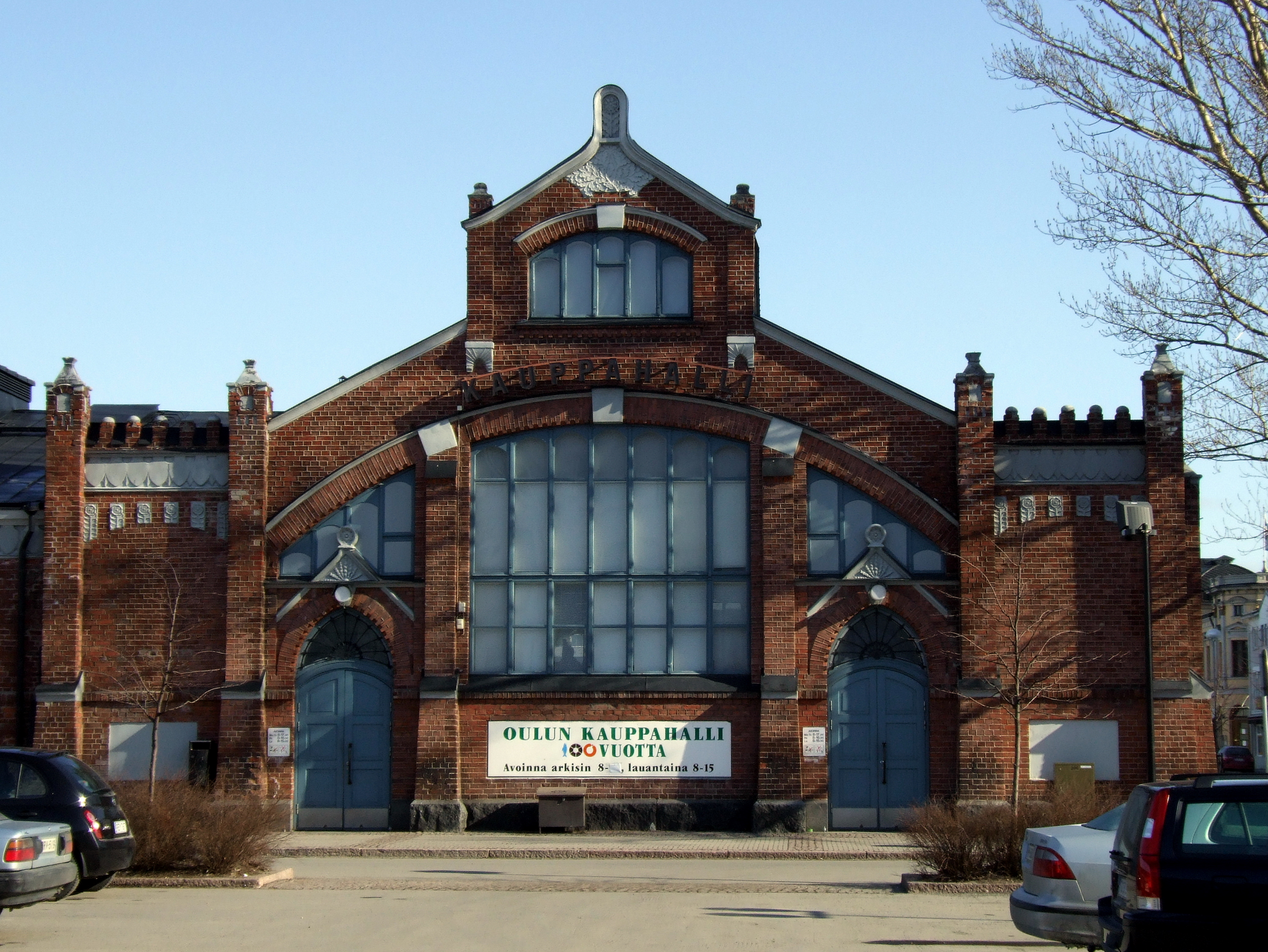
Saluhallen i Uleåborg
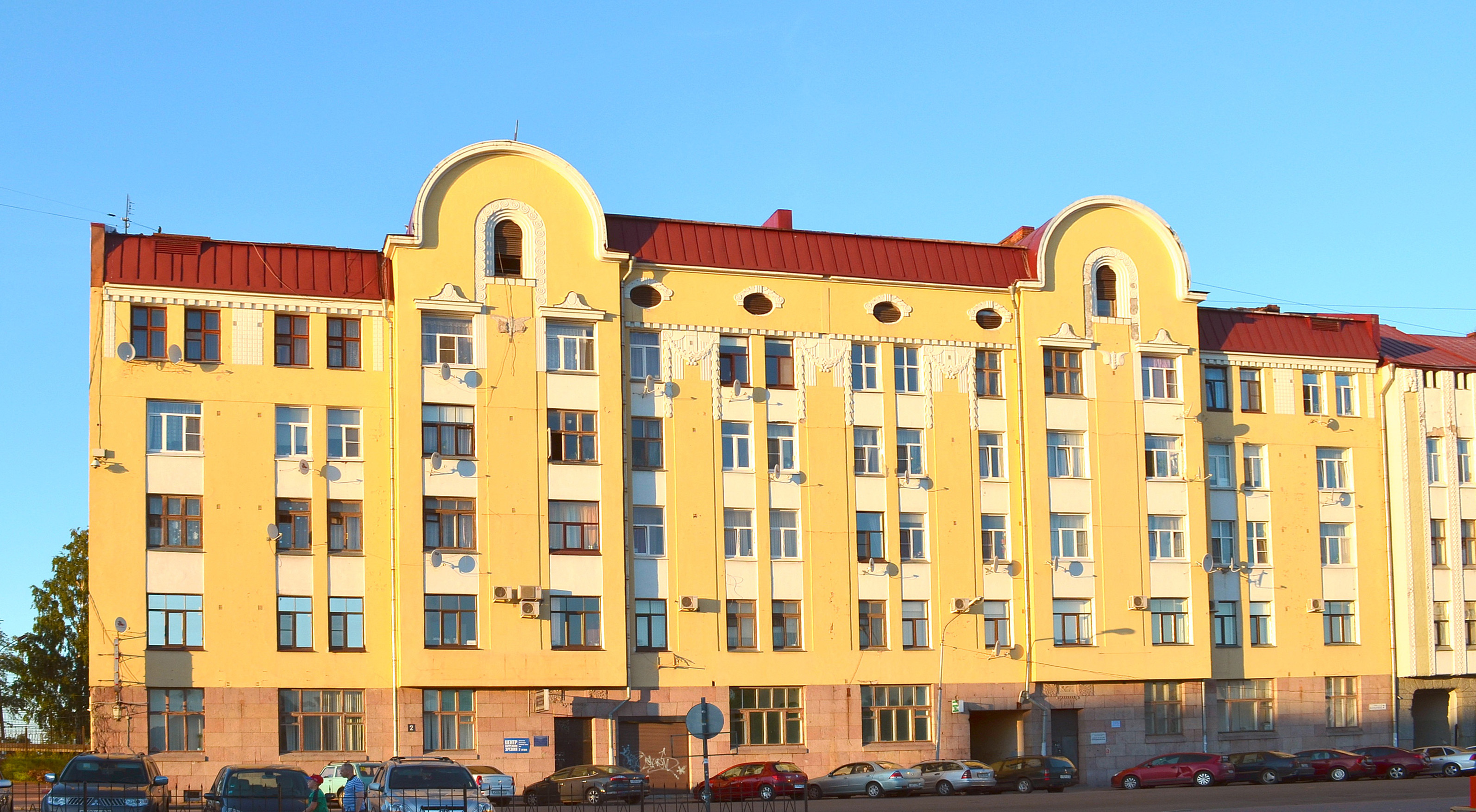
Järnvägsgatan 2, Viborg
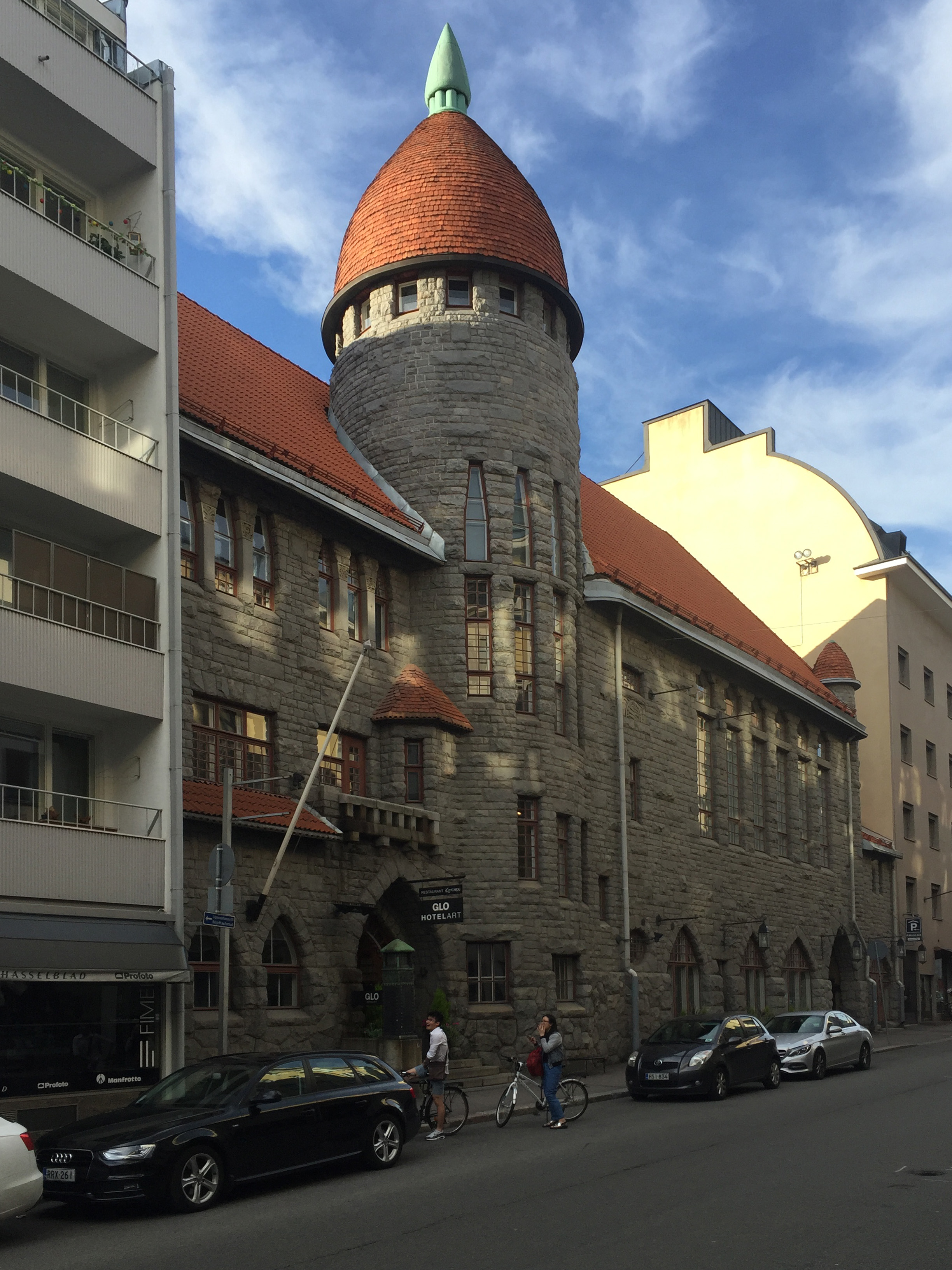
Polyteknikernas föreningshus, Helsingfors
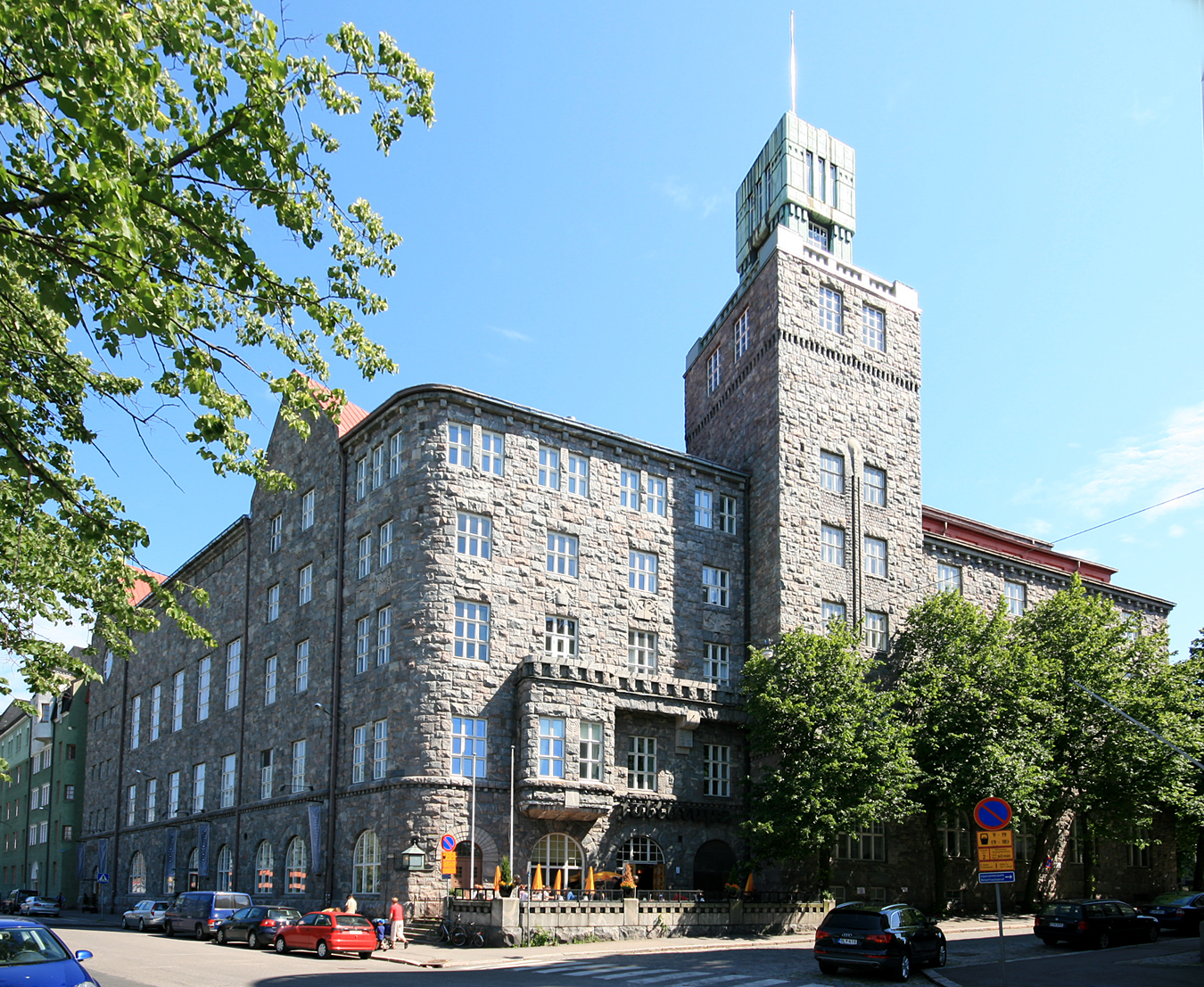
Folkets hus, Berghäll
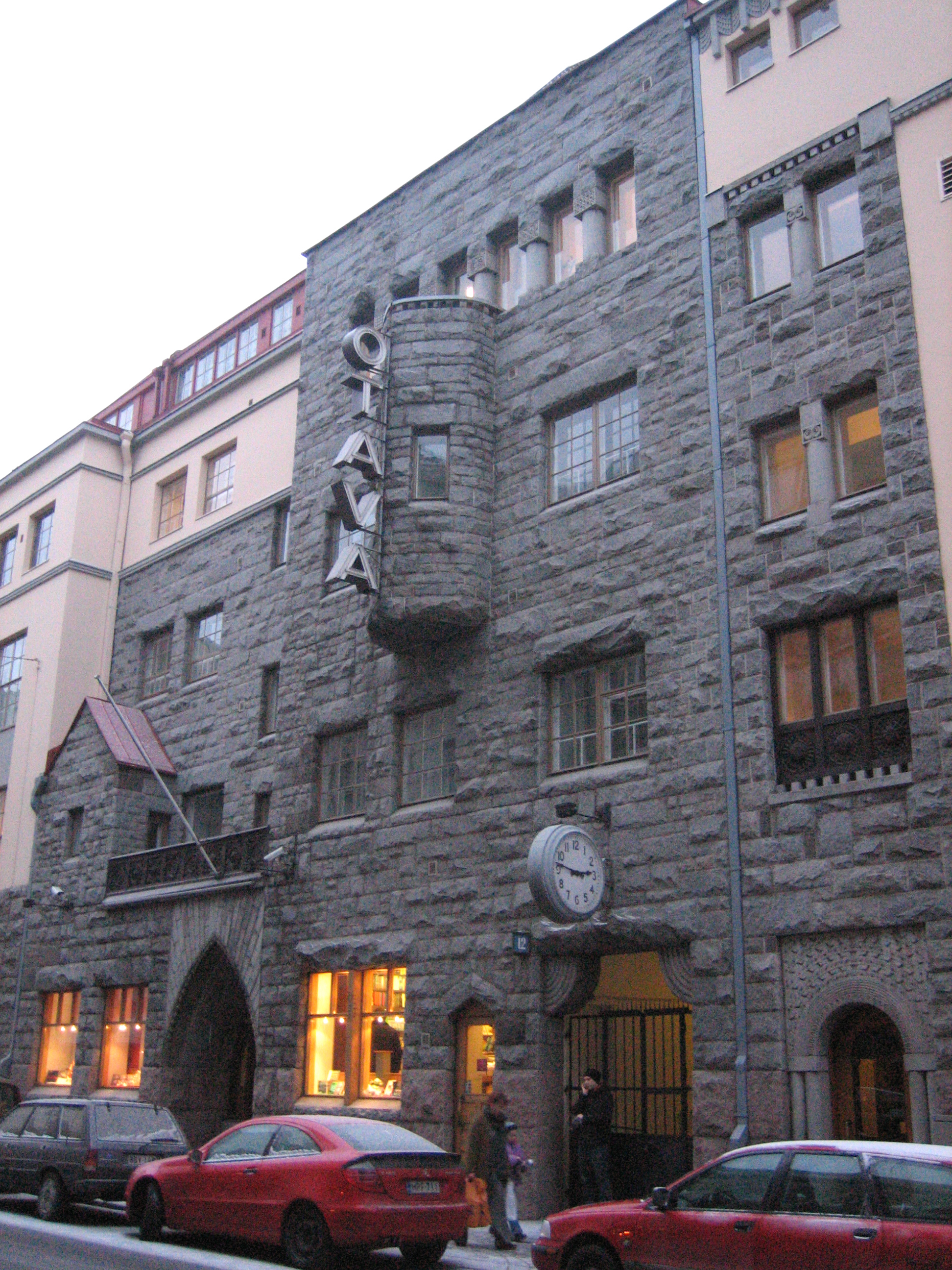
Förlaget Otavas huvudkontor i Helsingfors
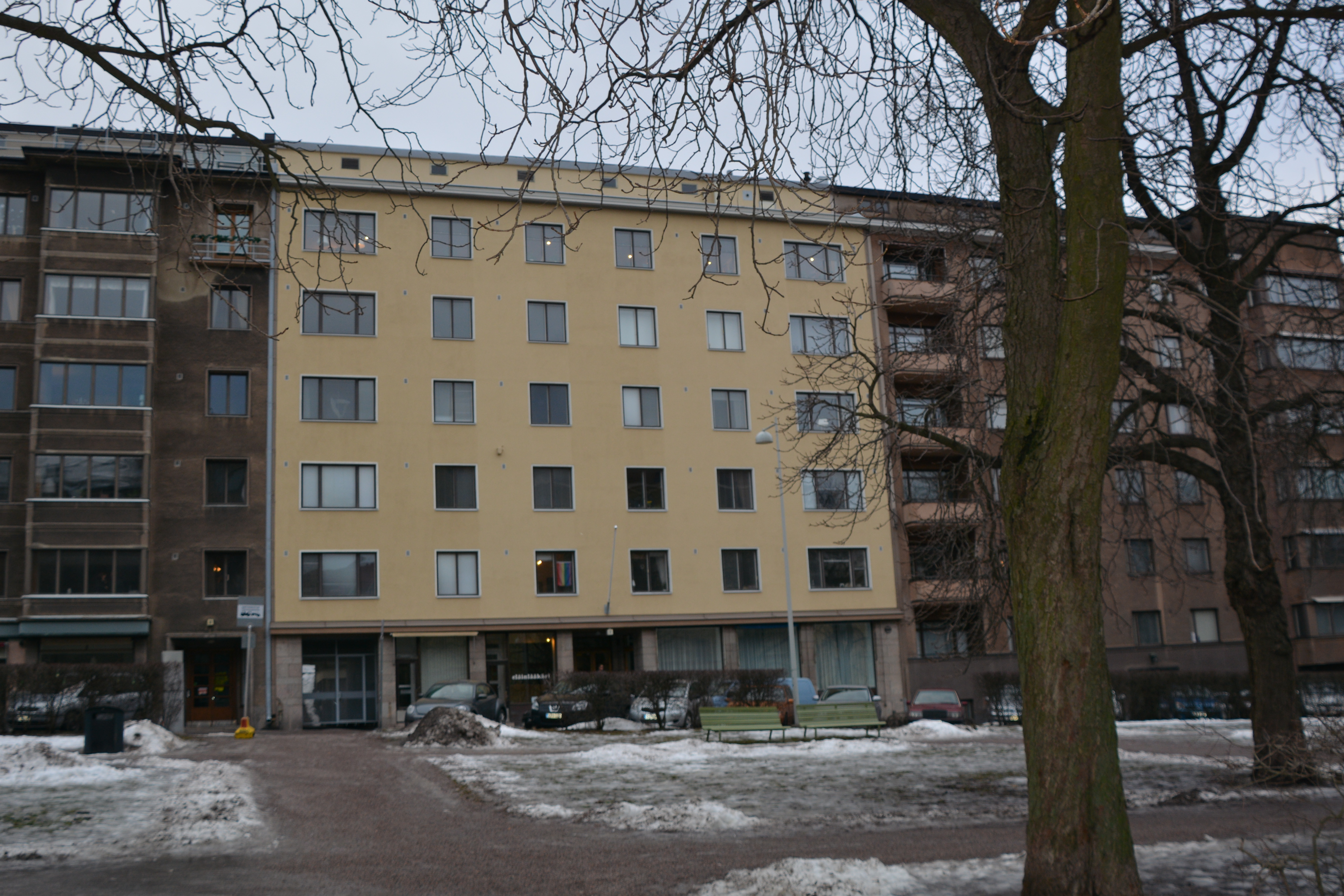
Norra Hesperiagatan 7, Helsingfors
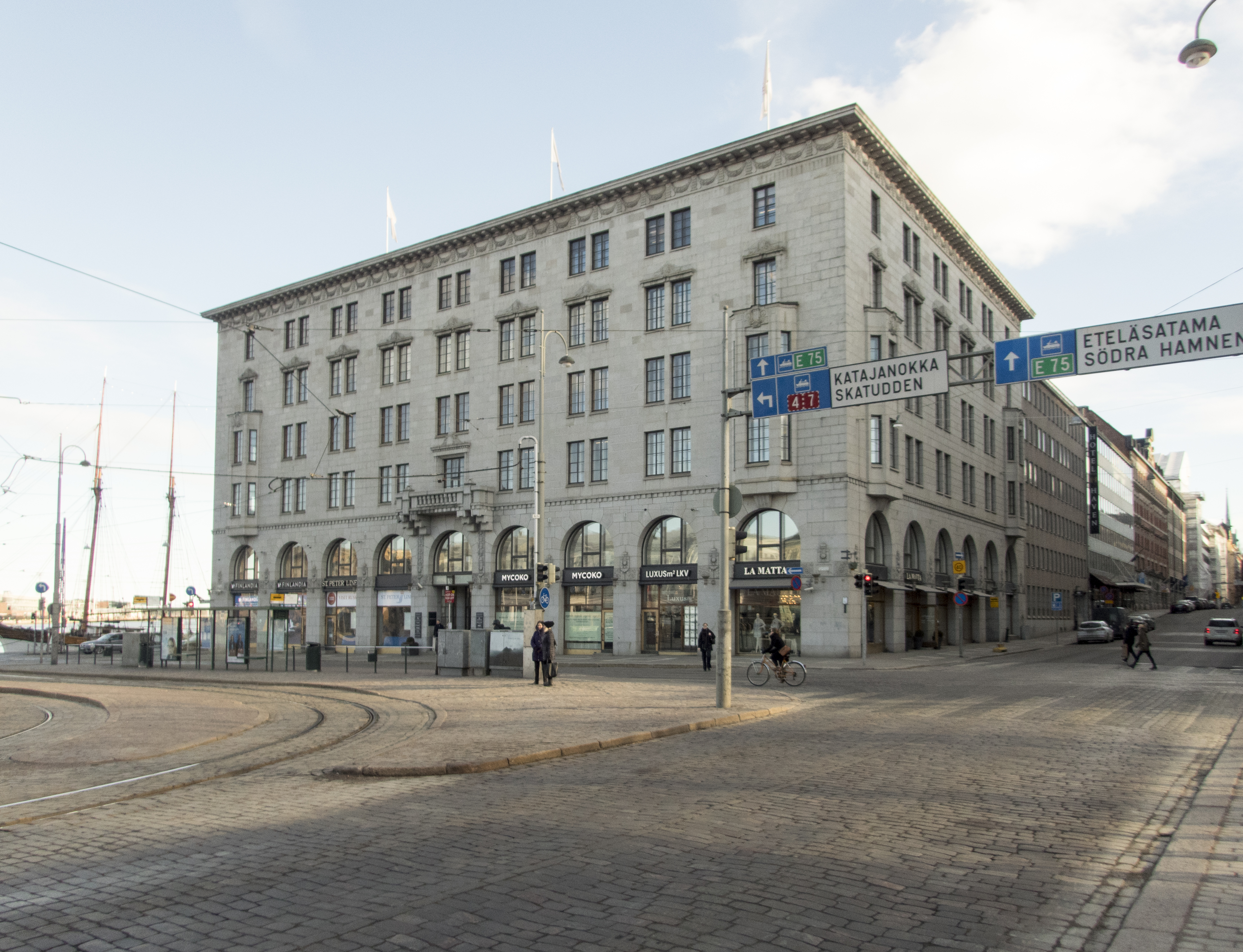
Södra Esplanaden 2, Helsingfors